# 西南战役
西南战役是第二次国共内战后期中华人民共和国成立后，中国人民解放军进攻西南5省的一次大型战役，发生于1949年11月1日，通过此次战役，刘伯承、邓小平率领中国人民解放军第二野战军在第四野战军一部的配合下将盘踞西南诸省的中华民国国军最后一支重兵集团歼灭，占领了西南5省。
12月9日，云南省政府主席卢汉宣布云南起义。11日，刘文辉、邓锡侯、潘文华在四川彭县宣布起义。其后，驻守四川省的90多万国军中，36万人“叛變”，15万人投共。中共解放军仅以不到6,000人的伤亡，消灭了中华民国国军有着10个兵团、49个军、133个师，90万余人的兵力，在短短的两三个月内占领了川、滇等230余万平方公里、当时有着7,000余万人口的广阔地域。
虽然中共较快取得西南战役的胜利，但此后中华民国政府残余的军事势力及土匪武装仍极为活跃。1950年代初，西南剿匪结束后，当地局势稳定下来。